# Episodi di Carmen Sandiego (prima stagione)
La prima stagione della serie animata Carmen Sandiego, composta da 9 episodi, è stata interamente distribuita su Netflix il 18 gennaio 2019, in tutti i paesi in cui il servizio è disponibile.
| n° | Titolo originale                 | Titolo italiano                               | Pubblicazione originale | Pubblicazione in italiano |
| -- | -------------------------------- | --------------------------------------------- | ----------------------- | ------------------------- |
| 1  | Becoming Carmen Sandiego: Part 1 | Le origini di Carmen Sandiego (prima parte)   | 18 gennaio 2019         | 18 gennaio 2019           |
| 2  | Becoming Carmen Sandiego: Part 2 | Le origini di Carmen Sandiego (seconda parte) | 18 gennaio 2019         | 18 gennaio 2019           |
| 3  | The Sticky Rice Caper            | Il caso del riso contraffatto                 | 18 gennaio 2019         | 18 gennaio 2019           |
| 4  | The Fishy Doubloon Caper         | Il caso dei dobloni sommersi                  | 18 gennaio 2019         | 18 gennaio 2019           |
| 5  | The Duke of Vermeer Caper        | Il caso del duca di Vermeer                   | 18 gennaio 2019         | 18 gennaio 2019           |
| 6  | The Opera in the Outback Caper   | Il caso dell'opera nell'outback               | 18 gennaio 2019         | 18 gennaio 2019           |
| 7  | The Chasing Paper Caper          | Il caso della Magna Carta                     | 18 gennaio 2019         | 18 gennaio 2019           |
| 8  | The Lucky Cat Caper              | Il caso del gatto della fortuna               | 18 gennaio 2019         | 18 gennaio 2019           |
| 9  | The French Connection Caper      | Il caso della French connection               | 18 gennaio 2019         | 18 gennaio 2019           |

## Le origini di Carmen Sandiego (prima parte)
- Titolo originale: Becoming Carmen Sandiego: Part 1
- Diretto da: Jos Humphrey e Kenny Park
- Scritto da: Duane Capizzi

### Trama
Nel presente, Carmen Sandiego deruba la tenuta di Poitiers della contessa Cleo, una professoressa dell'Accademia VILE, ed è inseguita dall'ispettore francese dell'Interpol Chase Devineaux e dalla sua partner junior Julia Argent. Fuggendo dalla scena su un treno per Parigi, Carmen viene messa alle strette dal suo vecchio compagno di classe Graham, un agente VILE da lei soprannominato "Gray" e nome in codice "Crackle", e inizia a raccontare del suo passato. Anni fa, un'orfana dispettosa a cui originariamente era stato dato il nome in codice "Pecora Nera", dal suo mentore preferito, Coach Brunt, cresce su VILE Isle, un'isola remota sede della VILE Academy; una scuola isolata per ladri, ma desidera l'opportunità di uscire e vedere il mondo esterno. Dopo aver borseggiato il telefono di un membro dello staff, viene chiamata da un hacker dal cappello bianco chiamato "Player" che ha violato la rete VILE per curiosità per aiutare a informare le persone lì per aumentare la loro sicurezza, e i due costruiscono un'amicizia segreta. Alla fine decide di convincere la Facoltà a lasciarla iscrivere alla VILE Academy, la persona più giovane della scuola a farlo, e la sua richiesta viene accettata. Durante il suo orientamento e l'anno scolastico, si fa presto amici e nemici. Quando Pecora Nera sostiene gli esami finali, fallisce un test con l'istruttore Shadowsan e non può diplomarsi, ma si intrufola a bordo dell'elicottero dei diplomati per seguirli nella loro missione.

## Le origini di Carmen Sandiego (seconda parte)
- Titolo originale: Becoming Carmen Sandiego: Part 2
- Diretto da: Jos Humphrey e Kenny Park
- Scritto da: Duane Capizzi

### Trama
Vedendo i suoi compagni di classe andare in missione, Pecora Nera fa schiantare il cappero dei laureati, dopo essere atterrato in un sito di scavo archeologico vicino a Casablanca, in Marocco. Lì, Pecora Nera incontra il capo dello scavo e sviluppa un apprezzamento per la storia e la cultura, ma il campo viene presto attaccato dai laureati. Salva il capo dello scavo da Gray, ma viene catturata e riportata sull'Isola VILE. Ora, conoscendo la verità su VILE, fa un nuovo piano: scappare dall'isola e iniziare a derubare per sciogliere l'organizzazione. Recuperando il telefono, chiama Player per dirgli che vuole il suo aiuto per usare le sue capacità di ladro per sempre e riesce a scappare per un pelo, rubando un disco rigido con tutti i finanziamenti di VILE e potenziali capricci per il prossimo anno. Mentre se ne va, prende il nome "Carmen Sandiego" dall'etichetta del marchio del negozio di moda cucita sul suo cappello che usava come travestimento. Nel presente, Carmen racconta la sua origine a Crackle, che sconfigge e lascia per l'ispettore Devineaux. Nel frattempo, sulla scena del crimine, la signora Argent trova il diamante rubato dallo scavo in Marocco; Carmen ha lasciato che venisse recuperato dalle autorità, riprendendo invece la sua vecchia matrioska che aveva lasciato sull'isola e che Graham aveva usato come esca, e fugge attraverso i canali di Parigi come un uomo e una donna ben adattati su di lei, e riferire al loro "Capo" che la tengono nel mirino.

## Il caso del riso contraffatto
- Titolo originale: The Sticky Rice Caper
- Diretto da: Kenny Park
- Scritto da:May Chan

### Trama
Fuggendo sulla Senna, la coppia di agenti non identificati insegue Carmen, ma lei scappa con l'aiuto dei suoi partner: i fratelli gemelli di Boston Zack e Ivy. Player guida il trio in un laboratorio segreto a Giava, in Indonesia, dove VILE sta sviluppando un fungo progettato per distruggere la fornitura di riso del paese, dopodiché promuoveranno il loro riso imitazione VILE. Nel frattempo, prima che Devineaux e Argent possano intervistare Crackle, gli "Addetti alle Pulizie" lo prendono e lo riportano sull'Isola VILE, cancellando ogni prova che fosse lì. La VILE ordina anche a "Tigress", la rivale di classe di Carmen, di intercettarla. La squadra di Carmen segue il camion dei rifornimenti che trasporta l'arma biologica a un festival delle marionette delle ombre, progettando di disperdere di nascosto il fungo nei fuochi d'artificio. Carmen ingaggia Tigress in combattimento e viene sconfitta, ma Zack e Ivy scambiano con successo i cattivi fuochi d'artificio con quelli veri durante il combattimento. Successivamente, la squadra distrugge il fungo dopo la celebrazione del festival. Di ritorno sull'isola VILE, Crackle viene portato davanti al dottor Bellum per il fallimento e lei gli collega un dispositivo sulla testa. Il giorno successivo, i due agenti sconosciuti chiamano e riferiscono al loro capo di aver perso di nuovo Carmen e lei dice loro di iniziare il "Piano B".

## Il caso dei dobloni sommersi
- Titolo originale: The Fishy Doubloon Caper
- Diretto da: Jos Humphrey
- Scritto da:Becky Tinker

### Trama
Durante l'esplorazione di un relitto al largo delle coste dell'Ecuador, Carmen si imbatte in un tesoro nascosto sotto forma di una vecchia moneta d'oro, ma il suo vecchio compagno di classe "El Topo" la combatte sott'acqua mentre il suo partner "Le Chevre" affronta Zack e Ivy. L'inseguimento continua verso la terraferma dopo che un tonno lo ingoia, viene catturato dai pescatori e poi messo in vendita ad un'asta del pesce. Carmen incontra l'archeologa locale Dr. Pilar Márquez, che racconta a Carmen del valore storico del doblone ecuadoriano nel XIX secolo, spingendo Carmen a trovarlo e restituirlo al medico. Anche Chevre e Topo inseguono la moneta, credendo che se Carmen la insegue, allora deve valere una fortuna. Raggiungendo un mercato del pesce a Quito, Carmen sviene per il mal di montagna , ma Pilar la trova e la cura. Dopo che Zack e Ivy trovano il pesce giusto all'asta, uno scontro con Topo e Chevre dà a Carmen la possibilità di riprendersi la moneta a loro insaputa. Carmen dà la moneta a Pilar, e i due si separano come amiche, poiché Carmen deve intercettare un altro obiettivo VILE nel Rijksmuseum. Nel frattempo, mentre Devineaux e Argent si separano dopo una lunga giornata, i due agenti rapiscono Devineaux per avere una teleconferenza olografica con il capo dell'ACME, che è determinato a dimostrare l'esistenza di VILE e crede che Carmen possa condurli a ciò. Durante la chiamata, Argent li trova e sia lei che Devineaux vengono reclutati nell'ACME

## Il caso del duca di Vermeer
- Titolo originale: The Duke of Vermeer Caper
- Diretto da: Kenny Park
- Scritto da: Greg Enstrom

### Trama
Ad Amsterdam, Carmen va sotto copertura per fermare la contessa Cleo, che ha sostituito dipinti di inestimabile valore con falsi e intende venderli al miglior offerente. Carmen ruba l'ultimo dipinto di Vermeer della lista e organizza un incontro. Ma in attesa del loro contatto, Zack apre erroneamente la porta all'assistente di Cleo; Dash Haber e, nei panni di "Il Duca", accetta l'invito a una cena e ad un'asta, dando all'equipaggio solo 24 ore per salvare la missione; mentre Devineaux e Argent cercano "La Duchessa", ignari che lei è lo pseudonimo di Carmen. Dopo aver preparato e seguito Zack, Carmen individua ed elude un Devineaux che lo segue. Mentre Zack incontra e distrae la Contessa durante la cena, Carmen si infiltra nel suo maniero sulle Alpi svizzere per scambiare la collezione Vermeer rubata con dei pezzi a salve. Quando viene distribuito il dessert, Cleo serve il caviale e Zack, che ha paura del pesce, si salva quando Devineaux arriva per avvertire loro e gli ospiti della festa che Carmen Sandiego è vicina; per coincidenza, concedendo a Carmen più tempo per rubare tutti i dipinti. Zack poi indica fuori dalla finestra e Devineaux vede una donna con un mantello rosso che si allontana con gli sci in moto, spingendo l'agente a inseguirla. Cleo dichiara finita la festa e in seguito scopre che la sua collezione è scomparsa. Devineaux raggiunge "Carmen", ma si scopre che è Ivy che finge di essere una turista, mentre Zack e Carmen scappano con i dipinti. Il giorno successivo, ACME trova il castello distrutto e nessuna traccia rimasta, così come tutti i dipinti di Vermeer restituiti. Nel frattempo, a Sydney , Crackle scende da un autobus davanti alla Sydney Opera House.

## Il caso dell'opera nell'outback
- Titolo originale: The Opera in the Outback Caper
- Diretto da: Jos Humphrey
- Scritto da: May Chan

### Trama
In Australia alla Sydney Opera House durante un'opera, Carmen trova Crackle, non riconoscendola e passando di nuovo da Graham. Carmen in seguito trova e combatte Le Chevre, che utilizza un dispositivo di generazione di onde sonore a bassa frequenza nello spettacolo e nel suo pubblico, inclusa Carmen, e se ne va. Player analizza i dati del dispositivo di comunicazione di Carmen e trova in esso un messaggio subliminale ipnotico della dottoressa Saira Bellum diretto a Jeanine Dennam, una scienziata missilistica Helio-Gem che era tra il pubblico. Fuori, dopo l'opera, Graham chiede a Carmen, che stava chiedendo il suo aiuto per trovare una guida dell'outback, di uscire con lui. Raggiungendo l'entroterra il giorno successivo, Carmen e il suo team fanno un giro intorno a Uluru poiché la base Helio-Gem è nelle vicinanze. Player e Carmen deducono quindi il piano di VILE: lanciare un razzo " Boomerang " difettoso per far piovere detriti sull'entroterra, costringendo Helio-Gem a uscire e consentendo a VILE di rilevare i loro contratti. Alla stazione di lancio, Zack e Ivy proteggono Dennam, mentre Carmen mantiene il razzo a terra. Mentre El Topo hackera il sistema audio della stazione per riprodurre la musica di attivazione, Zack e Ivy trattengono Dennam, ma Carmen cade vittima dell'ipnosi e avvia la sequenza di lancio di 3 minuti. Zack e Ivy si occupano rispettivamente di Topo e Chevre e, una volta che Carmen torna alla normalità, ferma il razzo. Quando Carmen incontra Graham, decide che starà meglio senza "Carmen Sandiego" nella sua vita. Mentre si trova sull'Isola di VILE, il Professor Maelstrom incarica il prossimo agente di combattere Carmen Sandiego.

## Il caso della Magna Carta
- Titolo originale: The Chasing Paper Caper
- Diretto da: Kenny Park
- Scritto da: Greg Enstrom

### Trama
Il professor Gunnar Maelstrom progetta di rubare tutte le 17 copie originali della Magna Carta, con l'esperto di armi di origami Paper Star, nonostante Shadowsan consideri Paper Star imprevedibile. A Mumbai, in India, Carmen prevede il piano di Maelstrom e combatte sulla difensiva, ma è trattenuta e incapace di fermare Paper Star. Quando Le Chevre incontra Paper Star all'appuntamento, lei gli taglia le mani con la carta per fargli rivelare il prossimo luogo di rilascio ad Agra. Player trova Paper Star sotto sorveglianza e lui e Carmen la seguono su un treno ad Agra City, dove si trovano anche Devineaux e Argent dopo aver rintracciato le sue tracce al museo dove è avvenuto il furto. Carmen viene affrontata da Devineaux in macchina, ma riesce ad ammanettarlo a un sedile e ruba la sua ACME ID Keycard. Poi incontra e saluta Argent nel vagone ristorante per un breve discorso prima di partire; Argent si rende conto di aver incontrato Carmen e cerca Devineaux. Carmen e Paper Star si scontrano nuovamente, ma Carmen prende il sopravvento conducendo lo scontro sul tetto dove il vento contrasta le armi origami. Mentre Carmen recupera la Magna Carta, Argent trova Devineaux e Carmen lascia di nascosto la Magna Carta per Argent. Quando chiede a Player di hackerare la chiave magnetica ACME di Devineaux, scopre che Paper Star gliel'ha tolta durante il combattimento. Di ritorno sull'Isola di VILE, Paper Star consegna la chiave magnetica alla Facoltà come premio di consolazione.

## Il caso del gatto della fortuna
- Titolo originale: The Lucky Cat Caper
- Diretto da: Jos Humphrey
- Scritto da: May Chan

### Trama
Nella nebbiosa San Francisco, Carmen partecipa ad un'elegante asta di beneficenza. Dopo aver acquistato un'auto per Zack, scopre che Mimo Bomba ha rubato un francobollo raro del valore di 10 milioni di dollari. Seguendolo a Chinatown, nascose il francobollo in un maneki-neko. Shadowsan invia Tigress a ritirare il timbro e l'allenatore Brunt invia segretamente gli Addetti alle pulizie come supporto invisibile, mentre Bellum sta cercando di hackerare la chiave magnetica ACME. Mentre Carmen combatte contro Tigress per il gatto fortunato, ingannandola con esca e scambio, la statua era il diversivo di Mimo Bomba per trattenere il vero timbro. Dopo aver incontrato Devineaux e Argent, infila il timbro nel cappotto di Devineaux. Al Fisherman's Wharf, Tigress si incontra con Mimo Bomba e ruba di nascosto il timbro dal cappotto di Devineaux; portando Carmen, e in parte Devineaux, in un inseguimento in macchina fino al Golden Gate Bridge . Devineaux fa schiantare la sua macchina ACME nella baia, mentre gli addetti alle pulizie si incontrano per prendere Tigress, ma Carmen riesce a strapparle il timbro e scappa con il telefono di Tigress per chiamare VILE e gongolare. Nonostante la sconfitta, la dottoressa Bellum annuncia di aver appreso il proprietario della chiave magnetica: Chase Devineaux.

## Il caso della French connection
- Titolo originale: The French Connection Caper
- Diretto da: Kenny Park
- Scritto da: Duane Capizzi

### Trama
Studiando Devineaux, la VILE che è sempre lì dove appare Carmen, vedendolo come un partner. Shadowsan e Brunt vengono eletti per interrogare Devineaux. Dopo il debriefing con il Capo, Devineaux accusa Argent di essere il "partner silenzioso" di Carmen Sandiego e, al ritorno a casa, gli Addetti alle Pulizie lo catturano e lasciano un messaggio sul Dark Web per Carmen. Nel frattempo, nel seminterrato della residenza di Cleo a Poitiers, Chase è messo a dura prova a causa di un dispositivo che Brunt e Shadowsan stanno usando per costringerlo a rispondere alle loro domande. Arrivando a casa, Zack e Ivy si travestono da Carmen per attirare fuori i membri della Facoltà mentre la vera Carmen irrompe per salvare Devineaux, ma quando Brunt mette all'angolo Zack, lei si rende conto del trucco e corre indietro. Carmen si intrufola per salvare Devineaux e lei lo libera e poco prima di svenire chiama il capo, che saluta Carmen prima di allertare Argent e la polizia della sua posizione. Prima che Carmen possa spostare Devineaux, Brunt ritorna e travolge Carmen, facendo un'ultima offerta di ritorno, che Carmen rifiuta. Mentre Brunt tenta di abbracciare Carmen a morte, Shadowsan ritorna e stordisce Brunt privo di sensi e aiuta ad aprire una grata chiusa in cui lui e Carmen possono scappare insieme, il che le fa capire lentamente che è stato lui a trovarla 20 anni fa. Quindi aiuta la ferita Carmen a scappare prima dell'arrivo delle autorità, ma anche Brunt si sveglia e fugge prima della cattura. Altrove, Shadowsan rivela che ha sempre cercato e cercato di proteggere Carmen e di averla intenzionalmente delusa sapendo che avrebbe rifiutato la missione della VILE. Ha provato ad unirsi alla sua fuga, ma lei è riuscita a scappare senza di lui, ma non prima che lui avesse sabotato il trasporto aereo della Pulitrice. Argent riferisce al capo delle condizioni di Devineaux, e il capo crede che Carmen abbia preso la sua chiave magnetica per attirare Devineaux in una trappola, mentre Argent rimane incerto. Mentre Shadowsan svanisce quando Carmen trasmette tutto a Player, lascia dietro di sé un altro disco rigido VILE per la sua prossima serie di capperi.